# Guzmania teuscheri
Guzmania teuscheri är en gräsväxtart som beskrevs av Lyman Bradford Smith. Guzmania teuscheri ingår i släktet Guzmania och familjen Bromeliaceae. Inga underarter finns listade i Catalogue of Life.